# Adolfo Guzmán Arenas
Adolfo Guzmán Arenas ( Asunción Ixtaltepec, Oaxaca, México, 22 de julio de 1943) es un ingeniero electrónico, catedrático y académico mexicano que se ha especializado en sistemas de cómputo. Ha incursionando en el área de inteligencia artificial desarrollando un método de propagación de restricciones que puede reconocer imágenes que contienen poliedros para aplicaciones en el geoprocesamiento de datos.

## Estudios y docencia
Cursó la Ingeniería en Comunicaciones y Electrónica en la Escuela Superior de Ingeniería Mecánica y Eléctrica del Instituto Politécnico Nacional. Realizó una maestría y un doctorado en Ciencias de la Computación en el Instituto Tecnológico de Massachusetts (MIT). Fue discípulo de Marvin Minsky, quien dirigió sus tesis de maestría y doctorado.
Ha impartido cátedra en el Departamento de Ingeniería Eléctrica del MIT, en el Departamento de Inteligencia Mecánica de la Universidad de Edimburgo, en el Centro de Investigación y de Estudios Avanzados del Instituto Politécnico Nacional (Cinvestav) y en el Instituto de Investigación en Matemáticas Aplicadas y Sistemas de la Universidad Nacional Autónoma de México (UNAM). Fue director fundador del Centro de Investigación en Computación (CIC) del IPN, cargo que ejerció hasta 2002.

## Investigador y académico
Ha colaborado para diversas empresas privadas, entre ellas la Microelectronics and Computer Corporation (MCC), la International Software Systems, y la International Business Machines (IBM), en donde fue el director del Centro Científico para América Latina. 
Se ha especializado en el desarrollo de software, interfaces de programación y equipos digitales de procesamiento en paralelo. Se le considera un pionero en el campo de la arquitectura reconfigurable de computadoras y de las máquinas de flujo de datos en paralelo. Asimismo, ha colaborado en proyectos para el análisis por computadora de imágenes satelitales (LandSat). De 2007 a 2009 colaboró con el Tribunal Electoral del Poder Judicial de la Federación para posteriormente reintegrarse al Centro de Investigación en Computación del IPN.
Es investigador nivel III del Sistema Nacional de Investigadores y miembro del Consejo Consultivo de Ciencias de la Presidencia de la República.  Fue nombrado miembro (fellow) de la Association for Computing Machinery (ACM) en 2002. Es miembro de la Academia Mexicana de Ciencias, de la Academia de Ingeniería, de la Asociación Mexicana de Ingenieros en Comunicaciones Eléctricas y Electrónica (AMICEE) de la cual fue secretario técnico, del Colegio de Ingenieros en Comunicaciones y Electrónica, y del Colegio de Ingenieros Mecánicos y Electricistas (CIME). Fue miembro fundador de la Academia Nacional de Ingeniería. Es, además, miembro de la Academia de Ciencias de Nueva York desde 1998.

## Publicaciones
Ha publicado alrededor de 200 artículos de ciencia y reportes técnicos para revistas especializadas, fue editor de la Colección de Ciencia de Computación del Fondo de Cultura Económica (FCE), es miembro del consejo editorial de las publicaciones de la Association for Computing Machinery desde 2003. Ha escrito capítulos para libros colectivos, entre algunos de sus títulos se encuentran:
- “Patterns and Skeletons in CONVERT”, en The Programming Language LIS: Its Operations and Applications, en 1969.
- “Descomposition of a Visual Scene into Three-dimensional Bodies”, en Computer Methods in Image Analysis, en 1977.
- “Design of a High Level Language (L) for Image Proccesing”, en Languages and Architectures for Image Processing, en 1981.
- “Diseño con objetos usando C++”, en Apuntes en español para curso-taller, en 1992.
- “Diseño de bases de datos: relacional, de objetos y nociones sobre distribuidas”, en Apuntes en español, en 1993.
- Construcción de software de calidad, en 1996.
- “Diseño y construcción de computadoras paralelas mexicanas”, en Descubrimiento y aportaciones científicas mexicanas en el siglo veinte, del Fondo de Cultura Económica en 2007.

## Premios y distinciones
- Premio Alejandro Medina, otorgado por la Fundación Arturo Rosenblueth, en 1994.
- Premio Nacional de Ciencias y Artes en el área de Tecnología y Diseño otorgado por la Secretaría de Educación Pública, en 1996.
- Premio Nacional de Informática, otorgado por la Academia Mexicana de Informática, en 1997.
- ACM Fellow Association for Computing Machinery desde 2002.
- Presea Lázaro Cárdenas, otorgada por el Instituto Politécnico Nacional, en 2006.
- Premio Nacional a la Excelencia Jaime Torres Bodet, otorgado por el Centro Universitario Grupo Sol, en 2006.[5]
- Miembro Vitalicio del Institute of Electrical and Electronics Engineers (IEEE) desde 2009.
- IEEE Fellow Institute of Electrical and Electronics Engineers desde 2014.
- Académico de Honor Academia de Ingeniería desde junio de 2015.
- Sistema Nacional de Investigadores Nivel Emérito 2021.